# Киев (дирижабль)
«Киев» — пассажирский дирижабль, построенный в Российской империи в 1911 году. Первый в России аэростат, построенный на частные средства и используемый для перевозок гражданских лиц.

## Описание
Аэростат был разработан инженером Фёдором Фердинандовичем Андерсом.
Мотор и оболочку он купил на собственные средства, вырученные при помощи благотворительного аэробала. Остальные элементы же он создал сам.
Первый полёт дирижабля произошёл
при публичной демонстрации. Дирижабль держал высоту от 18 до 20 метров.
За год аэростат совершил более 150 полётов и перевёз около 200 пассажиров.
6 августа был совершён удачный полет над Подолом в направлении Вышгород.
Общество пристально следило за успехами дирижабля.
К тому же, полеты на дирижабле рекламировали:«цена за вход 50 коп., учащимся — 27 коп.».  После аварии "Киева", происшедшей 29 августа 1912 года, Андрес приступает к постройке нового дирижабля ("Киев-2")